# Томас Едвард Лоренс
Томас Едвард Лоренс (енгл. Thomas Edward Lawrence; Тремадог, 16. август 1888 — Бовингтон Камп, 19. мај 1935) био је британски археолог, авантуриста, писац и војник, професионално познат као ТЕ Лоренс, јер је више волео иницијале од имена.
Стекао је светску славу као Лоренс од Арабије захваљујући својој улози током похода на Синај и Палестину и током арапске побуне против турске владавине 1916–1918.
Није био само војсковођа и покретачка сила арапске побуне против Турака, него је био и утицајан теоретичар герилског рата. Његова посвећеност задатку и разноврсност активности, као и способност да их дословно пренесе у писаној форми, донели су му светску славу и свету га представили као Лоренса од Арабије, како је назван и филм из 1962. године, који се бави тематиком Првог светског рата.
Лоренсов имиџ делом је изграђен из сензационалне репортаже о побуни, коју је написао амерички новинар, Лауел Томас (енгл. Lowell Thomas), као и из Лоренсовог аутобиографског дела по имену Седам стубова мудрости (1922). Године 1935, био је смртно повређен у саобраћајној незгоди у Дорсету.

## Младост и школовање
Томас Едвард Лоренс је рођен у Тремадогу, Велс, у августу 1888. године, као ванбрачно дете Томаса Чепмена и Саре Џанер, гувернанте која је и сама била ванбрачно дете. Чепмен је оставио своју прву супругу и породицу у Ирској да би живео са Саром Џанер и одлучили су да се представљају као господин и госпођа Лоренс. У лето 1896, Лоренсови се селе у Оксфорд, где је млади Лоренс од 1907-10 студирао историју на Исусовом колеџу, и дипломирао је са почастима првог реда. Постао је археолог на Блиском истоку, радећи на различитим ископавањима са Давидом Џорџом Хогартом и Леонардом Вулијем. Године 1908. приступио је официрској војној обуци на Оксфордском Универзитету, пролазећи кроз двогодишњи курс обуке. У јануару 1914, пре избијања Првог светског рата, Лоренса је мобилисала британска војске да предузме војну офанзиву у пустињи Негев, вршећи уједно и археолошка истраживања.
Године 1914, његов отац је наследио Чапман баронство са седиштем у Килуа замку, породичној кући предака у округу Вестмит, у Ирској. Пар је имао пет синова, од којих је Томас (у ужој породици зван „Нед”) био други по старости. Из Велса, породица се преселила 1889. у Киркудбрајт, Галовеј, у југозападној Шкотској, затим на острво Вајт, затим у Њу Форест, затим у Динард у Бретањи, а затим у Џерси. Породица је живела у Лангли Лоџу (сада срушеном) од 1894. до 1896. године, смештена у приватној шуми између источних граница Њу Фореста и Саутемптон Вотера у Хемпширу. Резиденција је била изолована, а млади Лоренс је имао много могућности за активности на отвореном и посете обали.
У лето 1896. године, породица се преселила у 2 Полстед роуд у Оксфорду, где је живела до 1921. године. Лоренс је похађао средњу школу за дечаке града Оксфорда од 1896. до 1907. где је једна од четири куће касније названа „Лоренс“ у његову част; школа је затворена 1966. године. Лоренс и један од његове браће постали су официри у Бригади црквених момака у цркви Светог Алдејта.
Лоренс је тврдио да је побегао од куће око 1905. и да је неколико недеља служио као дечак војник у артиљерији Краљевског гарнизона у замку Ст Мавес у Корнволу, од кога је откупљен. Међутим, никакви докази о томе се не појављују у војним записима.

## Први светски рат
Када је почео Први светски рат, Лоренс се као цивил запослио у Одељењу за израду мапа Ратне канцеларије у Лондону. Његово задужење било је да припреми мапу Синаја која ће бити од користи војсци. До децембра 1914. године постао је поручник у Каиру. Стручњака за арапска питања било је мало, па је Лоренс распоређен у обавештајну службу у којој је провео више од годину дана, углавном саслушавајући затворенике, цртајући мапе, примајући и прослеђујући податке које је добијао од својих људи који су били непријатељу за петама, и пишући приручник о турској војсци.